# Cymodoce emarginata
Cymodoce emarginata là một loài chân đều trong họ Sphaeromatidae. Loài này được Leach miêu tả khoa học năm 1818.